# Carl Johan Adlercreutz
Carl Johan Adlercreutz (Kiala, 27 aprile 1757 – Stoccolma, 21 agosto 1815) è stato un generale svedese.
Partecipò alla Guerra di Finlandia contro l'Impero russo e fu aiutante del maresciallo di campo Wilhelm Mauritz Klingspor, comandante delle truppe svedesi in Finlandia. Nel 1809 contribuì alla detronizzazione di Gustavo IV Adolfo di Svezia e fu capo di stato maggiore del principe ereditario Jean-Baptiste Jules Bernadotte nella campagna antinapoleonica della sesta coalizione e in quella contro la Norvegia del 1814.